# WETA-FM
WETA-FM ist eine Public Radio Station mit einem Klassik-Format für Washington, D.C.
Die Sendestudios befinden sich in Arlington, Virginia während der Sender in der Nähe des Ortes steht. Die Station versorgt die Washington Metropolitan Area und ist mit 75 kW ERP eine der stärksten von der FCC lizenzierten Stationen in der Region.

## Geschichte und Auftrag
Eine Gruppe um den Verleger Willard Kiplinger und der Chairman des Arlington School Board Elizabeth Campbell sicherten sich Anfang der 1960er Jahre eine Lizenz für eine Fernsehausstrahlung. Sie starteten WETA auf Kanal 26 am 2. Koktober 1961. WETA sieht seinen Auftrag darin Bildungsprogramme für Kinder und zum Lebenslangen Lernen auszustrahlen. 1988 ging WETA-FM mit einem 24 Stunden Radioprogramm auf Sendung. 2007 wechselte WETA-FM sein Format von einem breiten Musik und Informationsprogramm zu einer All-Classic-Station.